# Graeme Randall
Graeme Randall [Grem Randl], (* 14. březen 1975 Edinburgh, Spojené království) je bývalý reprezentant Spojeného království v judu. Původem je Skot.

## Sportovní kariéra
Tento Skot se stal v roce 1999 teprve druhým mistrem světa své země mezi muži po Nýlu Edemsovi. Ke všemu radost z výhra byla umocněna domácím publikem. Zápasy s ním se odehrávaly pouze na zemi (ne-waza). Techniky tači-waza se jeho repertoáru prakticky nevyskytovaly. Sportovní kariéru ukončil předčasně v 27 letech v roce 2002, kvůli přetrvávajícím problémům s krční páteří. Nikdy se tak nedočkal olympijské medaile. Na olympijské hry v Atlantě v roce 1996 odjížděl především sbírat zkušenosti. Vypadl v prvním kole. Na své druhé olympijské hry v Sydney v roce 2000 patřil jako mistr světa k hlavním favoritům polostřední váhové kategorii. Turnaj však nezvládl po psychické stránce. Média ho viděla jako zlatého a on skončil ve druhém kole na mladém Íránci Sarichanimu na ippon-wazari.

## Výsledky
| Turnaj             | 1993 | 1994 | 1995 | 1996 | 1997 | 1998 | 1999 | 2000 | 2001 |
| ------------------ | ---- | ---- | ---- | ---- | ---- | ---- | ---- | ---- | ---- |
| Olympijské hry     | –    | –    | –    | úč.  | –    | –    | –    | úč.  | -    |
| Mistrovství světa  | dns  | –    | úč.  | –    | 5.   | –    | 1.   | –    | 5.   |
| Mistrovství Evropy | dns  | dns  | dns  | úč.  | úč.  | 5.   | 3.   | dns  | dns  |
| MS juniorů         | –    | 3.   | –    | –    | –    | –    | –    | –    | -    |
| ME juniorů         | úč.  | 1.   | 2.   | –    | –    | –    | –    | –    | -    |